# Infraroodreflectografie

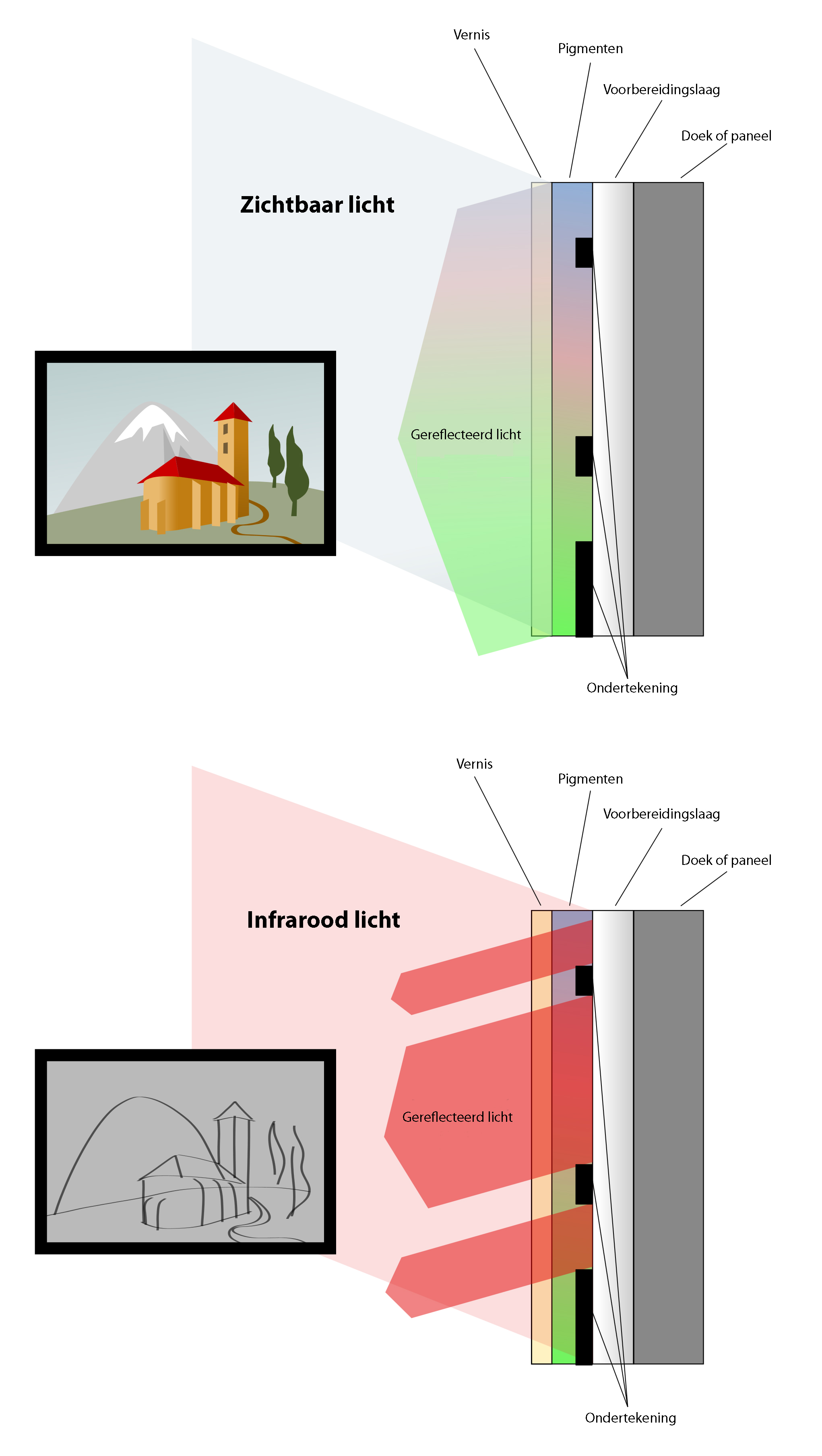
Beeldvorming in zichtbaar en in infrarood licht

Infraroodreflectografie (afgekort tot IRR) is een onderzoekstechniek op basis van infraroodlicht die het mogelijk maakt om door de verflagen van een schilderij te kijken en zo de koolstoflagen van de initiële schets of tekening, ook wel de ondertekening genoemd, zichtbaar te maken.

## Werking
Het beeld dat wordt gezien bij het bekijken van een schilderij is het resultaat van de reflectie van het licht in het zichtbaar spectrum op de verflagen die aangebracht zijn op het doek of het paneel. Die pigmenten zijn zo gekozen dat ze voor het zichtbare licht, met andere woorden de elektromagnetische straling met een golflengte tussen 380 en 780 nm, opaak zijn en dus het licht reflecteren. De infraroodreflectografie is gebaseerd op het feit dat de opaciteit van materialen afhankelijk is van de golflengte van het licht of nauwkeuriger van de elektromagnetische straling en dat infrarood licht, in het spectrum tussen 780 nm en 1 mm, veel minder wordt gereflecteerd door de gebruikelijke pigmenten. Op die manier worden de verflagen op een schilderij als het ware doorzichtig  voor infrarood licht zoals vernis het is voor zichtbaar licht. Als we dus met een camera die alleen gevoelig is voor infrarood licht naar een schilderij kijken die met dat licht wordt beschenen zien we doorheen de verflagen tot op de voorbereidingslaag die ook voor infrarood niet doorlaatbaar is. Sommige tussenlagen zoals de koolstof die meestal gebruikt werd voor het schetsen van de ondertekening (met houtskool), absorberen het infrarode licht volledig en worden dus zichtbaar als zwarte lijnen op het beeld van de infrarood camera. Ook de sporen van lood- en zilverstiften die vroeger werden gebruikt bij het maken van ondertekeningen worden op die manier zichtbaar. Het resultaat van een beeld gevormd met infraroodreflectografie wordt een reflectogram genoemd.

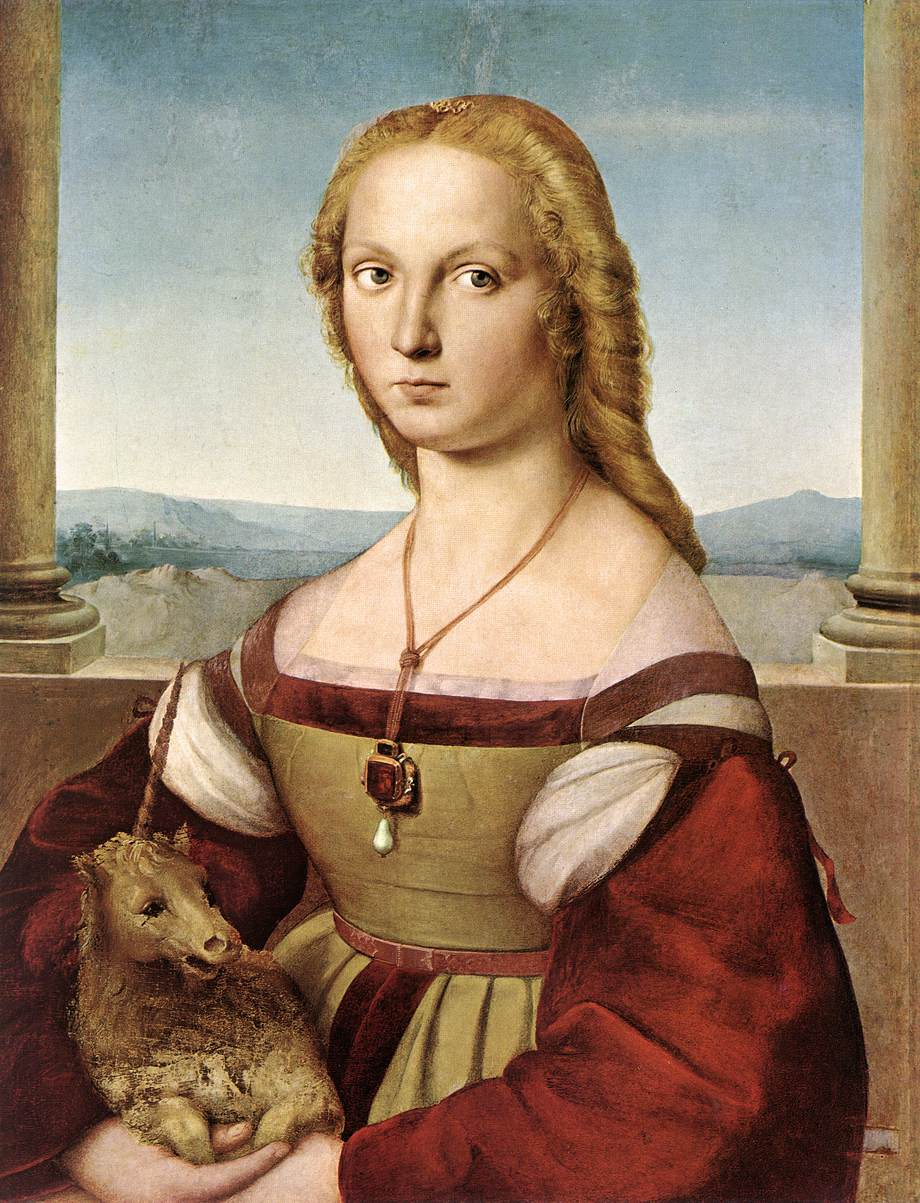
Rafaël, Dame met de Eenhoorn, foto in gewoon licht.

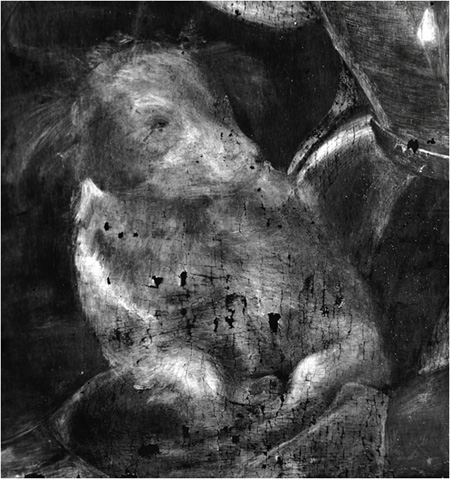
Detail van de eenhoorn in infrarood licht, hieruit blijkt dat het origineel een hond was.

Door de frequentie van het infrarode licht te variëren worden sommige materialen meer of minder opaak zodat men op die manier kan bepalen op welke diepte van de verflaag men wil kijken. Maar ook de dikte van de laag en de aard van de gebruikte pigmenten bepalen hoe ver de straling doordringt vooraleer ze gereflecteerd wordt. Daardoor wordt het ook mogelijk om pentimenti (overschildering van een onderliggende versie door de originele schilder, correcties of ontwerpwijzigingen) of restauraties te onderzoeken.

## Geschiedenis
Infraroodfotografie werd voor het eerst gebruikt met gewone fotocamera’s met infrarood gevoelige film. Dergelijke film werd al ontwikkeld in de jaren '30 van de 20e eeuw. Deze techniek werd in de jaren '50 gebruikt voor onderzoek van de werken van Vlaamse meesters omdat die meestal dunne verflagen hadden die met de belichting van 900 nm konden onderzocht worden. Voor grotere golflengten was de film niet geschikt.
Johannes Taubert had al vastgesteld dat met infraroodfotografie niet door blauwe en door groene verflagen kon worden gekeken. Dolf van Asperen de Boer ontwikkelde in de zestiger jaren de infraroodreflectografie die dat probleem oploste. Van Asperen de Boer gebruikte aanvankelijk een Barnes camera en later een handzamer infrarood vidicon televisiesysteem dat gevoelig was tot golflengtes van 2,2 µm. Een vidicon is een elektronenbuis die gebruikt werd om televisiebeelden op te nemen. Ze genereerde beelden van 800 lijnen met 800 beeldpunten (met andere woorden 0,64 megapixel) en werd in het kader van IRR gebruikt als fotocamera gekoppeld aan een televisietoestel. Gezien de lage resolutie van dat systeem werd het te onderzoeken schilderij in kleine stukjes van enkele vierkante centimeter opgenomen, die dan achteraf tot één beeld werden gemonteerd, maar dit genereerde fouten door de verschillen in belichting opnamehoek en dergelijke. Van Asperen de Boer publiceerde een behoorlijk aantal studies over onderzoeken van belangrijke schilderijen.
In de jaren '90 werden CCD's ontwikkeld die gevoelig waren voor infrarood licht. Aanvankelijk was de resolutie ook nog vrij laag, maar door scanning kon men het beeld uitlezen in banden van kleine vlakken om een grotere resolutie te realiseren. Het grote voordeel was het digitale signaal dat direct aan de computer kon geleverd worden voor verdere verwerking. Tegenwoordig werkt men aan multispectrale IRR-systemen die detectoren hebben die gevoelig zijn voor verschillende golflengten van infrarood, zodat meerdere beelden tegelijk gemaakt worden. Ook ondervangen de detectoren verschillen in opaciteit van materialen bij wijzigende infrarood frequentie en kunnen daardoor een beter beeld tonen van wat er zich onder de oppervlaktelaag bevindt.

## Nut

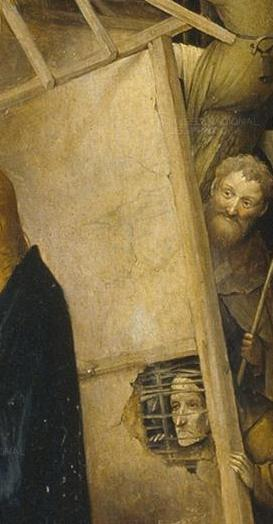
Jheronimus Bosch, Driekoningen-drieluik, detail middenpaneel, foto in gewoon licht.

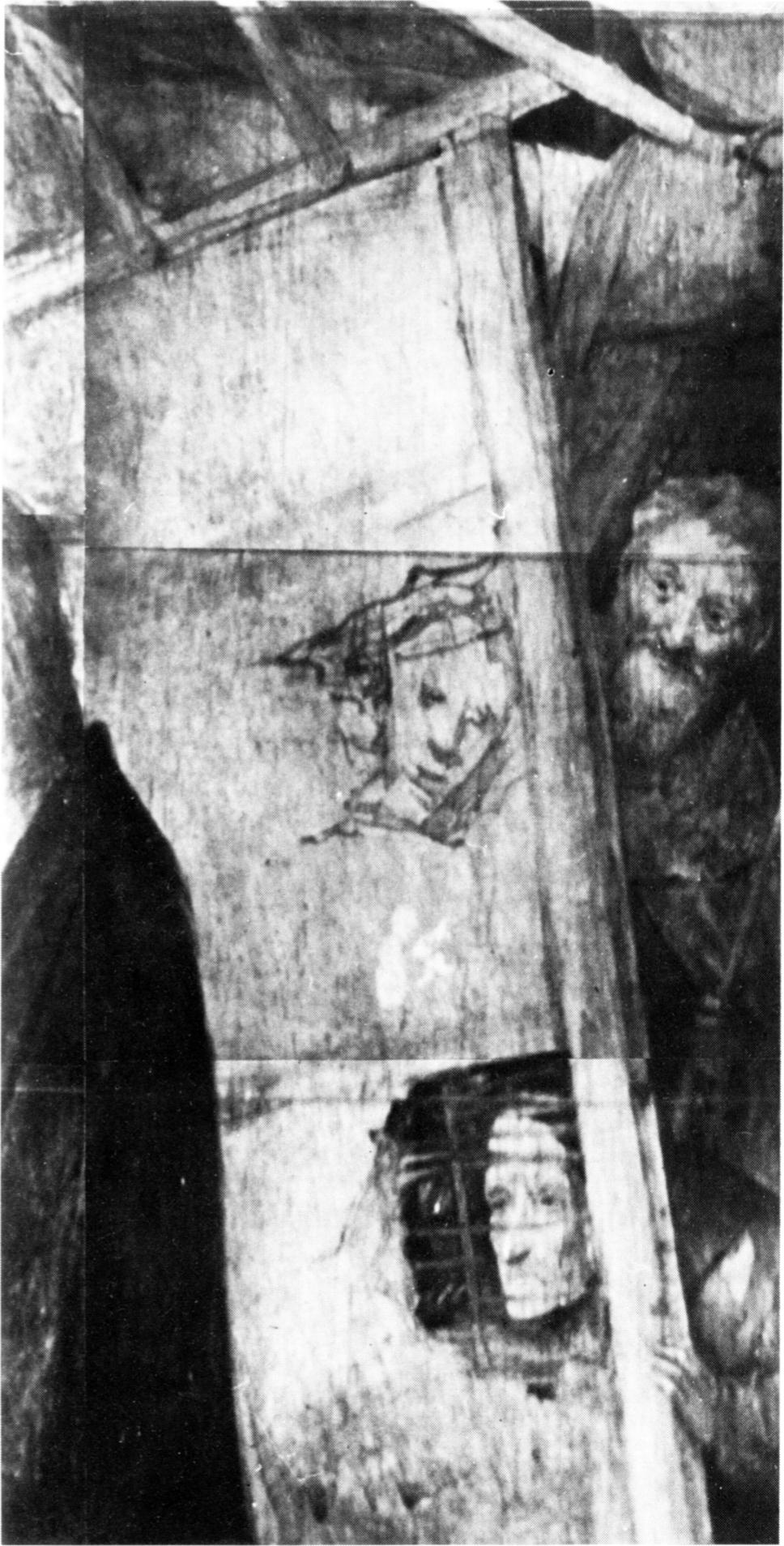
Idem, foto in infrarood licht.

Dankzij de infraroodreflectografie kunnen de kunsthistorici zich een beeld vormen van het ontstaansproces van een schilderij. Ze kunnen de ondertekening onderzoeken en nagaan of er eventueel gebruikgemaakt werd van modellen zoals kartons met ponsgaatjes.
De ondertekening kan zeer gedetailleerd zijn, zelfs met opgave van de verdeling van donkere en lichtere gedeelten via arcering, of zeer schetsmatig tot summier. Men kan ook nagaan in welke mate de ondertekening gevolgd werd bij het aanbrengen van de verf. In sommige gevallen gebeurde dit zeer nauwgezet (een leerling die de ondertekening van de meester gebruikt) in andere gevallen zijn grote afwijkingen tussen ondertekening en afgewerkt schilderij te zien. Maar ook de pentimenti aangebracht tijdens het schilderen van het werk kunnen op die manier bestudeerd worden. De identificatie van de Mona Lisa van het Prado als een kopie gemaakt in het atelier van Leonardo de Vinci, gelijktijdig met het ontstaan van het origineel, was nooit mogelijk geweest zonder de infraroodreflectografie.
Infraroodreflectografie kan ook gebruikt worden om een origineel van een eigentijdse kopie te onderscheiden of om vast te stellen welk van beide werken het origineel was. Op het origineel zal men normalerwijze veel meer pentimenti aantreffen dan op de kopie. Wijzigingen van het ontwerp tijdens het schilderen komen uiteraard alleen voor op het origineel. Een voorbeeld hiervan was de vergelijking van twee versies van de heilige Hiëronymus toegeschreven aan Antoon Van Dijck, waarvan een bewaard wordt in het Museum Boijmans Van Beuningen in Rotterdam en de andere in het Nationaal Museum in Stockholm.
Ook bij het opsporen van vervalsingen of hyperrestauraties heeft de infraroodreflectografie al duidelijk haar nut bewezen.

## Beperkingen
Het opsporen van de ondertekening veronderstelt het gebruik van koolstof of andere absorberende materialen op een witte reflecterende voorbereidingslaag. Die techniek werd algemeen toegepast in de 15e en 16e eeuw, maar in de 17e eeuw ging de voorkeur naar gekleurde grondlagen waarop ondertekeningen gemaakt werden met niet-koolstofhoudende materialen, hetgeen de inzetbaarheid van infraroodreflectografie voor deze werken beperkt. In de 19e eeuw greep men terug naar witte onderlagen.